# Sonia Heckel
Pour les articles homonymes, voir Heckel.
Sonia Heckel, née le 23 juin 1989 dans le Bas-Rhin, est une joueuse française de boccia en catégorie BC3.

## Biographie
Sonia Heckel naît le 23 juin 1989 à Saverne. Atteinte comme sa sœur jumelle Anaïs d'une myopathie génétique à l'âge de huit ans, elle pratique la sarbacane et devient championne de France. En 2006, elle commence à pratiquer la boccia. Elle devient championne de France à trois reprises en BC4, notamment en 2011 et vice-championne de France en 2012. Elle change de catégorie en 2015 et devient championne de France en individuel en BC3 en 2015, en 2018 et en 2020. Florent Brachet, cuisinier dans le centre où elle résidait, est son assistant depuis 2015.
En 2019, elle ne parvient pas à atteindre en individuelle les quarts de finale de l'open mondial au Canada mais obtient en équipe une quatrième place, après une défaite contre le Canada en demi-finale. À l’open d’Olbia, elle est éliminée en quarts de finale en individuelle mais remporte la médaille d'or en équipe. Fin août, elle devient championne d'Europe de boccia avec l'équipe de France en battant la Pologne, la Suède et la Russie, respectivement 9-0, 4-0 et 8-0, puis en finale la Grèce championne du monde en titre, sur le score de 4-2. Ce titre leur permet de se qualifier pour les Jeux paralympiques d'été de 2020 à Tokyo, une première pour la France qui n'avait jamais eu de représentante ou représentant dans cette discipline.
Sonia Heckel y participe avec son assistant Florent Brachet, aux côtés de Samir Van Der Beken et de Rodrigue Brenek. Malgré un premier point marqué grâce à Sonia Heckel contre la Thaïlande en poules, l'équipe de France perd son match 4 à 2,. Elle remporte son deuxième match 4-3 contre la Grèce mais échoue à se qualifier pour la suite de la compétition à la suite de défaites contre la Corée du Sud et la Grande-Bretagne.